# Genuchus benedictorum
Genuchus benedictorum är en skalbaggsart som beskrevs av Schein 1955. Genuchus benedictorum ingår i släktet Genuchus och familjen Cetoniidae. Inga underarter finns listade i Catalogue of Life.